# Bloudkova velikanka
Bloudkova velikanka (Rožman-Bloudkova velikanka, Mamutska skakalnica) je velika skakalnica v Planici iz leta 1934. Na pobudo Josa Gorca jo je skonstruiral Ivan Rožman. 
Rožman je na prvi mednarodni tekmi v Planici izumil tako imenovani »snežni cement« in rešil prireditev. Ker je bila skakalnica po krivici poimenovana po Bloudku, ki je sicer res poiskal lokacijo in naredil geodtetsko izmero, a samo skakalnico je v celoti skonstruiral in zgradil Rožman. To ga je tako razhudilo, da se je na "smrt" skregal z Gorcem in Bloudkom, in se že naslednje leto za vedno umaknil iz Planice. Takoj za njim je skakalnico prevzel Stanko Bloudek in jo vse do svoje smrti povečeval ter ponesel slavo Planice v svet. S svojim vizionarstvom in predrznostjo je dosegel novo dimenzijo skakanja oziroma letenja na smučeh. 
Leta 1936 pa se je tukaj prvič v zgodovini letelo čez 100 metrov in tako se je rodila nova disciplina imenovana smučarski poleti. Njena os je spomeniško zaščitena in je kot take ni moč spreminjati. 
Po Bloudkovi zaslugi je ta skakalnica v 1930ih in 1940ih veljala za največjo na svetu, na njej je bilo skupaj postavljenih 10 svetovnih rekordov in še 5 neveljavnih rekordnih dolžin s padcem ali dotikom.
Leta 2012 je bila skakalnica po dobrem desetletju samevanja popolnoma prenovljena, zraven pa so predvsem zaradi kandidature za nordijsko svetovno prventsvo zgradili še novo srednjo skakalnico.

## Zgodovina

#### 1930: Prva skakalnica
Že okrog leta 1930 je bila v Planici zgrajena 20-meterska skakalnica, locirana tik ob cesti, približno na pol poti med Bloudkovo velikanko in skakalnicama v Ratečah. Obrisi le te so vidni še danes.

### 1931: Izgradnja Doma Ilirija
Za začetek in sloves Planice po vsem svetu se lahko zahvalimo športnemu delavcu Josu Gorcu iz Ljubljane, idejnemu očetu, ki je takorekoč ustvaril Planico. V tistem času je bil generalni sekretar Jugoslovanske smučarske zveze in član športnega društva Ilirija iz Ljubljane. Je najbolj zaslužen človek da so pri Mednarodni smučarski zvezi smučarske polete priznali kot novo samostojno disciplino. Entuziast in vizionar, kakršen je bil je hotel narediti Slovenijo prepoznavno po vsem svetu in tako se mu je porodila ideja o gradnji največje skakalnice na svetu.
V letu 1931 so na tako na njegovo pobudo v Planici za tiste čase zgradili moderen Dom Ilirija, danes znan kot Dom Planica, s teniškim igriščem in bazenom. Gorec je hotel iz Planice oz. doline Tamar narediti moderno zimsko središče.

### 1932: Bloudkov načrt propade
Tako je Gorec leta 1932 poprosil svojega klubskega kolega iz Ilirije, inženirja Stanka Bloudka, da izriše načrt za veliko skakalnico. Narisal je načrte za 80-metersko skakalnico, saj FIS takrat ni dovoljevala večjih naprav. Bloudek je v spremstvu Gorca poiskal idealno lokacijo na kateri skakalnica stoji še danes in traso tudi zakoličil. Z gradnjo je komajda dobro začel, a jo moral kmalu prekiniti, saj je med tem Ivan Rožman, ljubljanski stavbar in lastnik gradbenega podjetja, ki je gradilo v Planici, narisal načrt za novo večjo 90-metersko skakalnico. Gorec je tako opustil Bloudkov načrt in se zato raje odločil za Rožmana.

### 1933: Nov načrt in izgradnja Ivana Rožmana
Ivan Rožman je tako na isti lokaciji kot jo je že prej zakoličil Stanko Bloudek z gradnjo začel oktobra 1933 in zaključil decemra 1933, kar je za današnje čase nepojmljivo, ter jo tudi v celoti financiral. Vendar pa so bili z gradnjo zaradi lastnikov zemlje problemi že v tistih časih, saj domačini iz Rateč svoje zemlje, na katero so bili zelo navezani, takrat niso hoteli prodati. Tako je moral posredovati župnik iz Rateč, ki je ljudem pri maši pridigal in jih karal, da morajo vendar le dovoliti napredek in razvoj tega revnega in pretežno živinorejskega območja. Po tej zapovedi so kmetje naposled le prodali zemljo.

### 1934: Otvoritev in prva mednarodna tekma
4. februarja 1934 so tako slovesno odprli po krivici poimenovano Bloudkovo velikanko (namesto Rožmanovo) z državnim prvenstvom Kraljevine Jugoslavije na katerem je zmagal domačin Franc Palme. Z 55 metri je postavil prvi rekord skakalnice in z 60 metri še drugega ter hkrati nov državni rekord. 25. marca 1934 so organizirali še prvo mednarodno tekmovanje na katerem je Birger Ruud z 92 metri postavil prvi svetovni rekord dosežen v Planici. Kasneje je njegov brat pristal pri 94 metrih, dolžini novega svetovnega rekorda, a žal podrsal.

### 1935: Taktirko prevzame Bloudek
Leta 1935 je zaradi krivičnega poimenovanja skakalnice prišlo do velikega spora Ivana Rožmana z Gorcem in Bloudkom, o tem kdo je pravi avtor Bloudkove velikanke. Tako je v javnosti dolga leta veljalo zmotno mnenje, da je prvi zgradil skakalnici Stanko Bloudek. To je Rožmana tako ujezilo, da je samo leto dni po otvoritvi svoje skakalnice za vedno izstopil iz Planice, saj s tem ni hotel imeti več ničesar. To gre pripisati tudi temu, da je bil Gorec bolj naklonjen Bloudku, s katerim sta bila klubska, pa tudi sicer velika prijatelja. Čeprav je Gorec seveda vedel, kdo je pravi avtor, je Bloudku po tihem dajal potuho. Bloudek o tem za časa svojega življenja tudi ni nikoli govoril. Tako je kot Bloudek kot konstruktor v svoje roke prevzel nadaljnjo kostruiranje, obnovo in povečevanje te naprave vse do svoje smrti. Pod njegovo roko je bilo postavljenih kar 12 svetovnih rekordov, tudi tisti prvi polet čez 100 metrov v zgodovini. V bližini Doma Ilirija so zaradi premalo nočitvenih kapacitet zgradili še depandanso.

### 1936: Prvi polet čez 100 metrov
15. marca 1936 je avstrijski skakalec Sepp Bradl kot prvi človek preletel takrat magično mejo 100 metrov in to pred očmi objokanih norvežanov. Skočil je 101,5 metra in postavil nov svetovni rekord, a so mu tabli kjer so objavljali daljave pripisali samo 101 meter, saj je bilo na tabli prostora samo za tri številke. S tem dnem se je pravzaprav rodila nova disciplina, smučarski poleti.

### 1938: Dva svetovna rekorda
Leta 1938 je Sepp Bradl z 107 metri še drugič izboljšal svetovni rekord. Tega leta je namesto Bloudka, ki ni hotel ali upal zagovarjati svojih načrtov, na kongres FIS v Helsinki odšel kar Joso Gorec, ki se je z FIS ostro pogajal da uradno priznajo polete kot novo disciplino, vendar so bili vodilni možje zelo proti temu. Na srečo je imel močno podpora moža kot je Sir Arnold Lunn, avtor pravil sodobnega slaloma in smuka in ki je dejal da tekmovanj v poletih nikakor ne bodo mogli preprečiti. Lunn je imel tudi sam probleme z FIS, pri priznanju slaloma in smuka. Gorec je opozoril FIS, da še zmeraj niso sprejeli pravilnika za skakalnice večje od 80 metrov. Pri tej pobudi se je Gorcu pridružil in ga podprl tudi Reinhard Straumann. FIS je tako končno dovolila in priznala polete, vendar le v študijske namene.

### 1939: Nihalna vzpenjača
V letu 1939 je Stanko Bloudek postavil prvo preprosto nihalno vzpenjačo z dvema 300 metrov dolgima vzorednima progama na melišču na poti iz Planice proti Tamarju.

### 1941: Dva svetovna rekorda
Leta 1941 so Nemci zgradili Nemški stolp, ki stoji še danes saj, je spomeniško zaščiten in se ga ne more podreti. Vendar pa je bil stolp že ob sami izgradnji praktično neuporaben, saj je bil zgrajen praktično pod nivojem hrbtišča skakalnice, tako da na njo skorajda nisi videl. Pri tem stolpu je šlo bolj za nemško propagando, kot kaj drugega. Marca na mednarodni tekmovanju sta dosežena dva svetovna rekorda 108 in 118 metrov nemca Rudi Geringu.
Zaradi druge svetovne vojne med letoma 1942 in 1946 tam ni bilo nobenih tekmovanj.

### 1947: Prvič po vojni
Leta 1947 se tekmovanje znova vrne z zmagovalcem Rudi Finžgarjem, bolj znanim kot soustanoviteljem podjetja Elan.

### 1948: Zadnji svetovni rekord
Leta 1948 je bil na tej skakalnica postavljen zadnji, trinajsti svetovni rekord, ki ga je z 120 metri postavil švicar Fritz Tschannen. Naš Janez Polda je pri 120 metrih podrsal, švicar Charles Blum pri 121 metrih padel.

### 1950: Konec prevlade
Planica je leta 1950 prvič po štirinajstih letih izgubila svetovni rekord. Tega leta se je na bloudkovi velikanki tudi zadnjič pred prenovo odvijala tekma, saj so takrat prav tako takrat sami vase zrušili leseni temelji hrbtišča. 

### 1952: Skakalnice Planiške šole
Leta 1952 je prav tako Stanko Bloudek skonstruiral tri majhne skakalnice "Planiške šole", ki so jih porušili leta 2013 in jih na istem mestu nadomestili s tremi novimi malimi skakalnicami. 

### 1954: Podrtje, prenova, nov sodniški stolp
V letih 1951−1953 se zato na tej skakalnici sploh ni skakalo. Lotili so se temeljite obnove same skakalnice ter pripadajočih objektov. Pod vodstvom inženirja Bloudka so zgradili povsem nov sodniški in televizijski RTV stolp z novim profilom skakalnice. Lesene temelje hrbtišča so nadomestili z betonskimi, ki so nato zdržali skoraj 50 let preden so se ponovno porušili sami vase. Bloudek je skakalnico obnavljal in vzdrževal vse do svoje smrti leta 1959.

### 1952-1956: Izgradnja vzpenjače Hugo
Leta 1952 ali 1956 so tik ob Bloudkovi velikanki zgradili tirno vzpenjačo "Hugo", ki jo skonstruiral Stanko Bloudek, svojemu namenu pa je kot glavno prevozno sredstvo skakalcev na vrh vseh skakalnic v Planici, služila vse do leta 2009 ko so zraven zgradili novo moderno sedežnico.

### 1980: Svetovni pokal prvič
Prva tekma za svetovni pokal na Bloudkovi velikanke se je odvila v krstni sezoni leta 1980, na kateri je zmagal avstrijec Hubert Neuper. Dvakrat v letih 1983 in 1988 je na tej napravi na tekmah za svetovni pokal zmagal tudi Primož Ulaga in je edini slovenski zmagovalec svetovnega pokala na Bloudkovi velikanki doslej. Bloudkova velikanka je postala stalnica v svetovnem pokalu in se je vse do leta 1998 izmenjevala z Letalnico bratov Gorišek in 90-metrsko skakalnico.

### 1992: Prva ekipna tekma
Leta 1992 je Planica prvič gostila ekipno tekmo svetovnega pokala, sicer pa je bila to druga ekipna tekma za svetovni pokal v zgodovini smučarskih skokih, na kateri je zmagala Avstrija. Leta 1996 je na tej napravi potekala mednarodna ekshibicijska tekma na kateri je zmagal naš Primož Peterka. To je bilo edino leto ko Planica ni gostila tekem za svetovni pokal ali svetovnega prvenstva v poletih. 

### 1998: Drugi kristalni globus Peterke
Leta 1998 je bila na tej originalni napravi zadnja tekma za svetovni pokal, kjer se je na sobotni tekmi tekmi zbralo kar 26.000 gledalcev. A odločilna tekma za skupni seštevek je bila v nedeljo, kjer je Primož Peterka na veselje domačih gledalcev še drugič v karieri osvojil veliki kristalni globus. Na tej tekmi je Noriaki Kasai z 147,5 metri dosegel rekord skakalnice, ki bo ostal za večno. Tisti čas je bil to tudi neuradni svetovni rekord med velikimi skakalnicami oziroma takoj za vsemi letalnicami. Naslednje tekme svetovnega pokala so se na to popolnoma prenovljeno napravo vrnile šele leta 2014.

### 2001: Hrbtišče se sesuje
Bloudkova velikanka v stari obliki se je podrla sama vase 16. decembra 2001, ko so se zrušili betonski temelji ter leseno hrbtišče. Zadnje mednarodno tekmovanje in sploh zadnji skok na stari napravi se je zgodil prav tega leta. Za tem so vsako leto obljubljali obnovo skakalnice, a se kar deset let ni zgodilo nič. V tem obdobju Slovenija žal ni imela nobene 120-meterske skakalnice in s tem slabše pogoje za trening, kar se poznalo tudi na rezultatih. Vsakokrat so morali na trening v tujino, kar pa je povezano tudi s stroški. Leta 2009 so morali zaradi zahteve Mednarodne smučarske zveze zgraditi novo sedežnico, sicer bi lahko Planica izgubila tekme najvišjega ranga. Sedežnica je nadomestila zastarelo Bloudkovo tirno vzpenjačo, imenovano tudi Hugo, ki ni več zadostovala FIS standardom.

### 2011-12: Prenova
Republika Slovenija in Nordijski center Planica sta leta 2011 podpisala pogodbo o temeljiti prenovi nordijskega centra in vseh skakalnic. Predsednik nordijskega centra je postal Jelko Gros, nekdanji trener Primoža Peterke, ki bdi nad vsem kar se tiče prenove v Planici. Tako so po 10 letih končno začeli s celovito prenovo. 
Julija 2011 so začeli z rušenjem televizijskega in sodniškega stolpa ter rušitvijo naleta Bloudkove velikanke. Pustili pa so Nemški stolp, saj je le ta pod spomeniškim varstvom. Ker je spomeniško zaščitena os in hrbtišče Bloudkove skakalnice, povsem nova velika skakalnica velikosti HS139 stoji povsem na istem mestu kot stara naprava, arhitekti pa so pri načrtovanju ohranili tudi tipičen Bloudkov lok hrbtišča. Zraven nje se so prvič na tej lokaciji zgradili sredno HS104 napravo, ki je nadomestila 90-metrsko, ki je nekoč stala le dobrih 100 metrov stran od te. Skakalnici sta bili slovesno odprti 14. oktobra 2012 z državnim prvenstvom na plastiki. 
Projektant krivulje obeh skakalnic je Klemen Kobal, ohranili pa so značilen Bludkov lok hrbtišča. Gradnja obeh skakalnic je trajala 15 mesecev, od julija 2011 do oktobra 2012. 
Slovesna otvoritev je bila 14. oktobra 2012. Uvodni skok na Bloudkovi velikanki je pripadel Alešu Hlebanji, saj je njegova babica iz Rateč kot prva prodala zemljo v območju skakalnic, na srednji skakalnici pa Primožu Peterki, ko sta s sočasnima skokoma slovesno odprla skakaknici. Sledila je tekma za državne naslove na Bloudkovi velikanki HS139. Prvi zmagovalec na novi napravi in novi državni prvak je postal Jurij Tepeš, na drugo mesto se je zavihtel Jaka Hvala, na tretje pa Matjaž Pungertar. 
V letu 2013 so porušili in zgradili tudi povsem nov večji servisni objekt Čaplja, ki je nadomestil starega in stoji na istem mestu kot stara Čaplja. V letu 2014 pa bodo predvidoma odprli restavrirano in obnovljeno Bloudkovo tirno vzpenjačo Hugo, saj je tudi ta spomeniško zaščitena.

### 2014: Svetovni pokal in rekord
V letu 2014 se je po dolgih 16 letih tekmovanje za svetovni pokal vrnilo na Bloudkovo velikanko in na kateri so v tem letu organizirali vsega skupaj kar 6 tekem za svetovni pokal, 3 za ženske in 3 za moške. Prvič pa je Planica organizirala tudi ženske tekme svetovnega pokala. 25-ega in 26-ega januarja sta bili tu na srednji skakalnici HS 104 izvedeni dve posamični ženski tekmi svetovnega pokala, obe pa je dobila avstrijka Daniela Iraschko-Stolz. Marca pa so na sporedu kar štiri tekme svetovnega pokala na veliki HS 139 skakalnici, tri za moške in ena žensko. Na prvi moški posamično je zmagal nemec Severin Freund, v Planici tokrat prvič prirejeno tekmovanje na veliki skakalnici tudi za ženske je dobila japonka Sara Takanaši, ekipno tekmo pa so dobili avstrijci. Zadnjo tekmo sezone je dobil Peter Prevc z novim rekordom velike skakalnice ko je v finalni seriji pristal pri 142 metrih.  
Anže Lanišek je z 149 metrov dolgim skokom , ki ga je dosegel na Državnem prvenstvu v nordijski kombinaciji konec marca 2014 drži absolutni rekord te naprave.

### Druga SP kandidatura
Junija 2014 je Planica v Barceloni še drugič kandidirala za SP v nordijskem smučanju 2019. a tudi tokrat ji je spodletela Prvič je Planica za SP v nordijskem smučanju 2017 neuspešno kandidirala že maja 2012 v Južni Koreji, saj so bili pri glasovanju na drugem mestu, zmago pa jim je tik pred nosom speljal Lahti.

### 2015: Rekonstrukcija vzpenjače Hugo
Ker je ta vzpenjača, ki jo je v 1950ih skonstruiral Stanko Bloudek, bila potrebna prenove so jo podrli. Ker pa je pod spomeniškim varstvom so jo rekonstruirali natančno tako kot je bila prvotno, na povsem enakem mestu, na isti osi, enaki dolžini in z istimi materiali.

## Tekme

### Moški
| Leto                          | Datum                         | Velikost                      | Tekmovanje                    | Zmagovalec                                                                        | Drugi                                                                        | Tretji                                                                       |
| Prvotna originalna skakalnica | Prvotna originalna skakalnica | Prvotna originalna skakalnica | Prvotna originalna skakalnica | Prvotna originalna skakalnica                                                     | Prvotna originalna skakalnica                                                | Prvotna originalna skakalnica                                                |
| ----------------------------- | ----------------------------- | ----------------------------- | ----------------------------- | --------------------------------------------------------------------------------- | ---------------------------------------------------------------------------- | ---------------------------------------------------------------------------- |
| 1934                          | 4. februar                    | K90                           | OTVORITEV (DP Jugoslavije)    | Franc Palme                                                                       | Bogo Šramel                                                                  | Gregor Klančnik                                                              |
| 1934                          | 25. marec                     | K90                           | Mednarodno                    | Birger Ruud                                                                       | Sigmund Ruud                                                                 | Gregor Höll                                                                  |
| 1935                          | 14.-17. marec                 | K106                          | Mednarodno                    | Stanisław Marusarz                                                                | Antonín Bartoň                                                               | Marcel Reymond                                                               |
| 1936                          | 15 marec                      | K106                          | Mednarodno                    | Sepp Bradl                                                                        | Gregor Höll                                                                  | Rudolf Rieger                                                                |
| 1938                          | 14.-15. marec                 | K106                          | Študijsko                     | Sepp Bradl                                                                        | Hans Wiedemann                                                               | Walter Delle Karth                                                           |
| 1940                          | 10. marec                     | K120                          | Študijsko                     | Sepp Bradl                                                                        | Gustl Berauer                                                                | Paul Näckel                                                                  |
| 1941                          | 2. marec                      | K120                          | Študijsko                     | Rudi Gering                                                                       | Paul Krauß                                                                   | Hans Lahr                                                                    |
| 1947                          | 17.-24. marec                 | K120                          | Študijsko                     | Rudi Finžgar                                                                      | Charles Blum                                                                 | Fritz Tschannen                                                              |
| 1948                          | 13.-17. marec                 | K120                          | Študijsko                     | Fritz Tschannen                                                                   | Jean Zurbriggen                                                              | Charles Blum                                                                 |
| 1950                          | 15.-17. marec                 | K120                          | Študijsko                     | Janez Polda                                                                       | Rudi Finžgar                                                                 | Sverre Stenersen                                                             |
| 1950                          | 19. marec                     | K120                          | REVIJALNO                     | Rudi Finžgar                                                                      | Slattsveen                                                                   | Janez Polda                                                                  |
| 1954                          | 13.-14. marec                 | K120                          | Med. teden                    | Ossi Laaksonen                                                                    | Jack Alfredsen                                                               | Hemmo Silvennoinen                                                           |
| 1957                          | 8.-10. marec                  | K120                          | Med. teden                    | Helmut Recknagel                                                                  | Eino Kirjonen                                                                | Pekka Tirkkonen                                                              |
| 1960                          | 26.-27. marec                 | K120                          | Med. teden                    | Helmut Recknagel                                                                  | Arne Larsen                                                                  | Raimo Vitikainen                                                             |
| 1963                          | 22.-24. marec                 | K120                          | KOP                           | Dieter Bokeloh                                                                    | Dietmar Klemm                                                                | Veit Kührt                                                                   |
| 1966                          | 25.-27. marec                 | K120                          | KOP                           | Jiří Raška                                                                        | Mihail Veretenikov                                                           | Dieter Neuendorf                                                             |
| 1968                          | 24. marec                     | K120                          | 3. Memorial                   | Jiří Raška                                                                        | Josef Matouš                                                                 | Willi Schuster                                                               |
| 1973                          | 23.-24. marec                 | K120                          | 6. Memorial                   | Walter Steiner                                                                    | Heinz Wosipiwo                                                               | Josef Matouš                                                                 |
| 1975                          | 12. april                     | K120                          | Kongsberg                     | Toni Innauer                                                                      | Rudi Wanner                                                                  | Janez Loštrek                                                                |
| 1975                          | 13. april                     | K120                          | 7. Memorial                   | Willi Pürstl                                                                      | Bogdan Norčič                                                                | Rudi Wanner                                                                  |
| 1976                          | 20. marec                     | K120                          | Kongsberg                     | Hans Wallner                                                                      | Bogdan Norčič                                                                | Peter Leitner                                                                |
| 1976                          | 21. marec                     | K120                          | 8. Memorial                   | tekmovanje je odpadlo po vsega 14 skakalcih zaradi vetra                          | tekmovanje je odpadlo po vsega 14 skakalcih zaradi vetra                     | tekmovanje je odpadlo po vsega 14 skakalcih zaradi vetra                     |
| 1978                          | 19. marec                     | K120                          | 9. Memorial                   | Reinhold Bachler                                                                  | Bogdan Norčič                                                                | Marko Mlakar                                                                 |
| 1980                          | 22. marec                     | K120                          | SV–POKAL                      | Hubert Neuper                                                                     | Armin Kogler                                                                 | Hans Millonig                                                                |
| 1981                          | 22. marec                     | K120                          | SV–POKAL                      | Dag Holmen-Jensen                                                                 | Armin Kogler                                                                 | Alfred Groyer                                                                |
| 1982                          | 28. marec                     | K120                          | SV–POKAL                      | Ole Bremseth                                                                      | Hubert Neuper                                                                | Massimo Rigoni                                                               |
| 1983                          | 27. marec                     | K120                          | SV–POKAL                      | Primož Ulaga                                                                      | Horst Bulau                                                                  | Richard Schallert                                                            |
| 1984                          | 25. marec                     | K120                          | SV–POKAL                      | Pavel Ploc                                                                        | Vegard Opaas                                                                 | Piotr Fijas                                                                  |
| 1986                          | 23. marec                     | K120                          | SV–POKAL                      | Ernst Vettori                                                                     | Andreas Felder                                                               | Matti Nykänen                                                                |
| 1988                          | 10. januar                    | K120                          | EV–POKAL (Tri dežele)         | Primož Ulaga                                                                      | Vegard Opaas                                                                 | Werner Haim                                                                  |
| 1988                          | 27. marec                     | K120                          | SV–POKAL                      | Primož Ulaga                                                                      | Rajko Lotrič                                                                 | Didier Mollard                                                               |
| 1989                          | 26. marec                     | K120                          | SV–POKAL                      | Jens Weißflog                                                                     | Kent Johanssen                                                               | Andreas Felder                                                               |
| 1990                          | 14. januar                    | K120                          | EV–POKAL (Alpe-Adria)         | Heinz Kuttin                                                                      | Stephan Zünd                                                                 | Günther Stranner                                                             |
| 1990                          | 24. marec                     | K120                          | SV–POKAL                      | Roberto Cecon                                                                     | Ari-Pekka Nikkola                                                            | Jens Weißflog                                                                |
| 1990                          | 25. marec                     | K120                          | SV–POKAL                      | Ari-Pekka Nikkola                                                                 | Dieter Thoma                                                                 | Primož Ulaga                                                                 |
| 1991                          | 13. januar                    | K120                          | EV–POKAL (Alpe-Adria)         | Franz Neuländtner                                                                 | Bernt Espen Kolsrud                                                          | Oliver Strohmaier                                                            |
| 1992                          | 28. marec                     | K120                          | SV–POKAL ekipno               | AvstrijaAndreas Felder · Martin Höllwarth · Werner Rathmayr · Heinz Kuttin ·      | NemčijaChristof Duffner · Andreas Scherer · Ralph Gebstedt · Jens Weißflog · | FinskaAri-Pekka Nikkola Toni Nieminen Raimo Ylipulli Risto Laakonen          |
| 1992                          | 29. marec                     | K120                          | SV–POKAL                      | Andreas Felder                                                                    | Heinz Kuttin                                                                 | Toni Nieminen                                                                |
| 1993                          | 27. marec                     | K120                          | SV–POKAL ekipno               | JaponskaMasahiko Harada Noriaki Kasai Takanobu Okabe Naoki Jasuzaki               | NorveškaRoar Ljøkelsøy Bjørn Myrbakken Helge Brendryen Espen Bredesen        | SlovenijaRobert Meglič · Matjaž Zupan · Urban Franc · Samo Gostiša ·         |
| 1993                          | 28. marec                     | K120                          | SV–POKAL                      | Espen Bredesen                                                                    | Andreas Felder                                                               | Christof Duffner                                                             |
| 1993                          | 12. december                  | K120                          | SV–POKAL                      | Jens Weißflog                                                                     | Andreas Goldberger                                                           | Espen Bredesen                                                               |
| 1994                          | 13. februar                   | K120                          | CE–POKAL (Alpe-Adria)         | Andreas Beck                                                                      | Clas Brede Bråthen                                                           | Hein-Arne Mathiesen                                                          |
| 1995                          | 8. januar                     | K120                          | CE–POKAL                      | Ronny Hornschuh                                                                   | Sven Hannawald                                                               | Didier Mollard                                                               |
| 1995                          | 9. december                   | K120                          | SV–POKAL ekipno               | FinskaJani Soininen Mika Laitinen Ari-Pekka Nikkola Janne Ahonen                  | JaponskaDžinja Nišikata Kendži Suda Hiroja Saito Masahiko Harada             | NorveškaEspen Bredesen Eirik Halvorsen Roar Ljøkelsøy Lasse Ottesen          |
| 1995                          | 10. december                  | K120                          | SV–POKAL                      | Mika Laitinen                                                                     | Roar Ljøkelsøy                                                               | Janne Ahonen                                                                 |
| 1996                          | 16. marec                     | K120                          | CE–POKAL                      | Sven Hannawald                                                                    | Hansjörg Jäkle                                                               | Frode Håre                                                                   |
| 1996                          | 17. marec                     | K120                          | CE–POKAL                      | Michael Kury                                                                      | Hansjörg Jäkle                                                               | Alexander Herr                                                               |
| 1996                          | 24. marec                     | K120                          | REVIJALNO                     | Primož Peterka                                                                    | Andreas Goldberger                                                           | Samo Gostiša                                                                 |
| 1998                          | 7. februar                    | K120                          | CE–POKAL                      | Alexander Herr                                                                    | Ingemar Mayr                                                                 | Ralph Gebstedt                                                               |
| 1998                          | 8. februar                    | K120                          | CE–POKAL                      | Alexander Herr                                                                    | Grega Lang                                                                   | Matthias Wallner                                                             |
| 1998                          | 21. marec                     | K120                          | SV–POKAL                      | Kazujoši Funaki                                                                   | Primož Peterka                                                               | Hiroja Saito                                                                 |
| 1998                          | 22. marec                     | K120                          | SV–POKAL                      | Noriaki Kasai                                                                     | Hiroja Saito                                                                 | Martin Höllwarth                                                             |
| 1999                          | 20. februar                   | K120                          | CE–POKAL                      | Wilhelm Brenna                                                                    | Tore Sneli                                                                   | Wilfried Eberharter                                                          |
| 1999                          | 21. februar                   | K120                          | CE–POKAL                      | Wilhelm Brenna                                                                    | Tore Sneli                                                                   | Martin Koch                                                                  |
| 2000                          | 12. februar                   | K130                          | CE–POKAL                      | Reinhard Schwarzenberger                                                          | Tami Kiuru                                                                   | Stefan Kaiser                                                                |
| 2000                          | 13. februar                   | K130                          | CE–POKAL                      | Reinhard Schwarzenberger                                                          | Tami Kiuru                                                                   | Kazuki Nišišita                                                              |
| 2001                          | 17. februar                   | K130                          | CE–POKAL ekipno               | AvstrijaMarkus Eigentler · Manuel Fettner · Florian Liegl · Martin Koch ·         | NemčijaRoland Audenrieth · Christof Duffner · Hansjörg Jäkle · Georg Späth · | SlovenijaMiha Rihtar · Simon Podrebršek · Gašper Čavlovič · Primož Peterka · |
| 2001                          | 18. februar                   | K130                          | CE–POKAL                      | Georg Späth                                                                       | Markus Eigentler                                                             | Christof Duffner                                                             |
| Prenovljena skakalnica        |                               |                               |                               |                                                                                   |                                                                              |                                                                              |
| 2012                          | 12. oktober                   | HS139                         | OTVORITEV (DP Slovenije)      | Jurij Tepeš                                                                       | Jaka Hvala                                                                   | Matjaž Pungertar                                                             |
| 2013                          | 2. februar                    | HS139                         | CE–POKAL                      | močno sneženje; prestavljeno na naslednji dan                                     | močno sneženje; prestavljeno na naslednji dan                                | močno sneženje; prestavljeno na naslednji dan                                |
| 2013                          | 3. februar                    | HS139                         | CE–POKAL                      | Stefan Kraft                                                                      | Stefan Hula                                                                  | Anže Semenič                                                                 |
| 2013                          | 3. februar                    | HS139                         | CE–POKAL                      | Stefan Hula                                                                       | Stefan Kraft                                                                 | Vegard Swensen                                                               |
| 2014                          | 1. februar                    | HS139                         | CE–POKAL                      | pomanjkanje snega; prva tekma je bila prestavjena v Brotterode                    | pomanjkanje snega; prva tekma je bila prestavjena v Brotterode               | pomanjkanje snega; prva tekma je bila prestavjena v Brotterode               |
| 2014                          | 2. februar                    | HS139                         | CE–POKAL                      | pomanjkanje snega; prva tekma je bila prestavjena v Brotterode                    | pomanjkanje snega; prva tekma je bila prestavjena v Brotterode               | pomanjkanje snega; prva tekma je bila prestavjena v Brotterode               |
| 2014                          | 21. marec                     | HS139                         | SV–POKAL                      | Severin Freund                                                                    | Anders Bardal                                                                | Peter Prevc                                                                  |
| 2014                          | 22. marec                     | HS139                         | SV–POKAL ekipno               | AvstrijaStefan Kraft · Andreas Kofler · Thomas Diethart · Gregor Schlierenzauer · | PoljskaMaciej Kot Piotr Żyła Klemens Muranka Kamil Stoch                     | NorveškaAndreas Stjernen Tom Hilde Anders Fannemel Anders Bardal             |
| 2014                          | 23. marec                     | HS139                         | SV–POKAL                      | Peter Prevc                                                                       | Severin Freund                                                               | Anders Bardal                                                                |
| 2015                          | 24. januar                    | HS139                         | CE–POKAL                      | Anže Lanišek                                                                      | Tomaž Naglič                                                                 | Joacim Ødegård Bjøreng                                                       |
| 2015                          | 25. januar                    | HS139                         | CE–POKAL                      | Klemens Murańka                                                                   | Jaka Hvala                                                                   | Andraž Pograjc                                                               |
| 2016                          | 6. februar                    | HS139                         | CE–POKAL                      | Philipp Aschenwald                                                                | Anže Semenič                                                                 | Tomaž Naglič                                                                 |
| 2016                          | 7. februar                    | HS139                         | CE–POKAL                      | Philipp Aschenwald                                                                | Markus Eisenbichler                                                          | Clemens Aigner                                                               |
| 2017                          | 18. februar                   | HS139                         | CE–POKAL                      | Bor Pavlovčič                                                                     | Joakim Aune                                                                  | Viktor Polášek                                                               |
| 2017                          | 19. februar                   | HS139                         | CE–POKAL                      | Tilen Bartol                                                                      | Bor Pavlovčič                                                                | Constantin Schmid                                                            |
| 2018                          | 3. februar                    | HS138                         | CE–POKAL                      | Anže Lanišek                                                                      | Philipp Aschenwald                                                           | Pius Paschke                                                                 |
| 2018                          | 4. februar                    | HS138                         | CE–POKAL                      | Anže Lanišek                                                                      | Jurij Tepeš                                                                  | Philipp Aschenwald                                                           |
| 2019                          | 26. januar                    | HS138                         | CE–POKAL                      | Bor Pavlovčič                                                                     | Andreas Granerud Buskum                                                      | Jurij Tepeš                                                                  |
| 2019                          | 27. januar                    | HS138                         | CE–POKAL                      | Martin Hamann                                                                     | Bor Pavlovčič                                                                | Andreas Granerud Buskum                                                      |
| 2020                          | 1. februar                    | HS138                         | CE–POKAL                      | Stefan Huber                                                                      | Anže Semenič                                                                 | Žiga Jelar                                                                   |
| 2020                          | 2. februar                    | HS138                         | CE–POKAL                      | Anže Semenič                                                                      | Žiga Jelar                                                                   | Anders Håre                                                                  |
| 2021                          | 9. januar                     | HS138                         | CE–POKAL                      | odpoved in sprememba koledarja zaradi covid razmer                                | odpoved in sprememba koledarja zaradi covid razmer                           | odpoved in sprememba koledarja zaradi covid razmer                           |
| 2021                          | 10. januar                    | HS138                         | CE–POKAL                      | odpoved in sprememba koledarja zaradi covid razmer                                | odpoved in sprememba koledarja zaradi covid razmer                           | odpoved in sprememba koledarja zaradi covid razmer                           |
| 2022                          | 26. februar                   | HS138                         | CE–POKAL                      | Michael Hayböck                                                                   | Domen Prevc Jakub Wolny                                                      |                                                                              |
| 2022                          | 27. februar                   | HS138                         | CE–POKAL                      | Joacim Ødegård Bjøreng                                                            | Domen Prevc                                                                  | Benjamin Østvold                                                             |
| 2023                          | 3. marec                      | HS138                         | NO–SP                         | Timi Zajc                                                                         | Rjoju Kobajaši                                                               | Dawid Kubacki                                                                |
| 2023                          | 4. marec                      | HS138                         | NO–SP ekipno                  |                                                                                   |                                                                              |                                                                              |

### Ženske
| Leto | Datum     | Velikost | Tekmovanje | Zmagovalec         | Drugi        | Tretji            |
| ---- | --------- | -------- | ---------- | ------------------ | ------------ | ----------------- |
| 2014 | 22. marec | HS139    | SV–POKAL   | Sara Takanaši      | Juki Ito     | Julia Clair       |
| 2023 | 1. marec  | HS138    | NO–SP      | Alexandria Loutitt | Maren Lundby | Katharina Althaus |

### Nordijska kombinacija
| Leto | Datum         | Tekmovanje                      | Zmagovalec                                                                  | Drugi                                                                    | Tretji                                                                             |
| ---- | ------------- | ------------------------------- | --------------------------------------------------------------------------- | ------------------------------------------------------------------------ | ---------------------------------------------------------------------------------- |
| 2013 | 16. februar   | CE–POKAL (HS139/10 km)          | Ole Martin Storlien                                                         | Pavel Churavý                                                            | Johannes Firn                                                                      |
| 2013 | 17. februar   | CE–POKAL (HS139/10 km)          | Ole Martin Storlien                                                         | Pavel Churavý                                                            | Mitja Oranič                                                                       |
| 2015 | 24. januar    | CE–POKAL (HS139/10 km)          | Tobias Simon                                                                | Sindre Ure Søtvik                                                        | Ole Martin Storlien                                                                |
| 2015 | 25. januar    | CE–POKAL (HS139/10 km)          | Sindre Ure Søtvik                                                           | Lukas Greiderer                                                          | Truls Sønstehagen Johansen                                                         |
| 2016 | 6. februar    | CE–POKAL (HS139/10 km)          | Lukas Greiderer                                                             | Vinzenz Geiger                                                           | Tobias Haug                                                                        |
| 2016 | 7. februar    | CE–POKAL (HS139/10 km)          | Bernhard Flaschberger                                                       | Tobias Haug                                                              | Lukas Greiderer                                                                    |
| 2017 | 18. februar   | CE–POKAL (HS139/10 km)          | Lukas Klapfer                                                               | Terence Weber                                                            | David Welde                                                                        |
| 2017 | 19. februar   | CE–POKAL (HS139/10 km)          | Lukas Klapfer                                                               | Terence Weber                                                            | Harald Johnas Riiber                                                               |
| 2017 | 30. september | Grand Prix (HS139/10 km)        | Magnus Moan                                                                 | Espen Andersen                                                           | Jan Schmid                                                                         |
| 2017 | 1. oktober    | Grand Prix (HS139/10 km)        | Magnus Hovdal Moan                                                          | Jarl Magnus Riiber                                                       | Martin Fritz                                                                       |
| 2018 | 3. februar    | CE–POKAL (HS138/10 km)          | Bryan Fletcher                                                              | Taylor Fletcher                                                          | Martin Fritz                                                                       |
| 2018 | 4. februar    | CE–POKAL (HS138/10 km)          | Bryan Fletcher                                                              | Martin Fritz                                                             | Taylor Fletcher                                                                    |
| 2018 | 22. september | Grand Prix (HS138/10 km)        | Mario Seidl                                                                 | Martin Fritz                                                             | Maxime Laheurte                                                                    |
| 2018 | 23. september | Grand Prix (HS138/10 km)        | Mario Seidl                                                                 | Espen Bjørnstad                                                          | Aguri Šimizu                                                                       |
| 2019 | 26. januar    | CE–POKAL (HS138/10 km)          | Leif Torbjørn Næsvold                                                       | Lars Ivar Skårset                                                        | Thomas Jöbstl                                                                      |
| 2019 | 27. januar    | CE–POKAL (HS138/10 km)          | Paul Gerstgraser                                                            | Thomas Jöbstl                                                            | Harald Johnas Riiber                                                               |
| 2019 | 7. september  | Grand Prix (HS138/10 km)        | Jarl Magnus Riiber                                                          | Franz-Josef Rehrl                                                        | Bernhard Gruber                                                                    |
| 2019 | 8. september  | Grand Prix (HS138/10 km)        | Jarl Magnus Riiber                                                          | Antoine Gérard                                                           | Jens Lurås Oftebro                                                                 |
| 2020 | 1. februar    | CE–POKAL (HS138/10 km)          | Lars Ivar Skårset                                                           | Jakob Lange                                                              | Paul Gerstgraser                                                                   |
| 2020 | 2. februar    | CE–POKAL (HS138/10 km)          | Lars Ivar Skårset                                                           | Jakob Lange                                                              | Simen Tiller                                                                       |
| 2023 | 1. marec      | NO–SP (HS138 / 4 x 5 km) ekipno | NorveškaEspen Andersen Jens Lurås Oftebro Jørgen Graabak Jarl Magnus Riiber | NemčijaEric Frenzel · Vinzenz Geiger · Johannes Rydzek · Julian Schmid · | AvstrijaMartin Fritz · Lukas Greiderer · Stefan Rettenegger · Johannes Lamparter · |
| 2023 | 4. marec      | NO–SP (HS138 / 10 km)           |                                                                             |                                                                          |                                                                                    |